# Cascapédia-Saint-Jules
Cascapédia-Saint-Jules è un comune del Canada, situato nella provincia del Québec, nella regione di Gaspésie-Îles-de-la-Madeleine.